# پیشت خواهم بود
«پیشت خواهم بود» (به انگلیسی: There for you) تک‌آهنگی از هنرمند اهل هلند مارتین گریکس به همراهی تروی سیوان است که در ۲۶ مه ۲۰۱۷ میلادی منتشر شد.